# Norbolethon
Norbolethon, auch Norboleton (INN) ist ein anaboles Steroid, welches erstmals in den 1960er Jahren in den Wyeth Laboratories in Philadelphia synthetisiert wurde, jedoch nie bis zur Marktreife gelangte.
Da Norbolethon lange Zeit relativ unbekannt und nie im Handel erhältlich war, wurde bei den im Leistungssport durchgeführten Dopingtests nicht auf Vorhandensein der Substanz getestet. Die Verwendung der stark anabolen Substanz im Leistungssport bot daher lange Zeit Möglichkeiten der Leistungssteigerung, ohne in Dopingtests aufzufallen. Don Catlin, Direktor des Olympic Analytical Laboratory in Los Angeles in der UCLA, wies 2002 Norbolethon in einer Dopingprobe der Bahnradsportlerin Tammy Thomas nach, nachdem er in einem ersten Versuch trotz auffälligen Blutbildes keine unerlaubten Substanzen finden konnte. Es wird vermutet, dass Norbolethon heute in Labors in China oder Europa hergestellt wird.